# Congrespartij
De Congrespartij (ook bekend als Indian National Congress en INC) is een politieke partij in India.

## Geschiedenis

### Aanloop naar onafhankelijkheid
De partij werd in 1885 opgericht door Britse en Indiase theosofen, onder wie Allan Octavian Hume en Dadabhai Naoroji, het eerste Indiase lid van het House of Commons. De partij wilde meer zeggenschap in de regering voor hoogopgeleide Indiërs en een platform bieden voor dialoog met de Britse machthebbers. De partij kwam jaarlijks in december bijeen voor een vergadering. De eerste bijeenkomst werd met instemming van de Britten georganiseerd in Bombay. Womesh Chandra Bonnerjee werd gekozen als eerste voorzitter van de partij. Van de 72 gedelegeerden hadden er 54 een hindoe-achtergrond. Er bevonden zich onder hen slechts twee moslims.
Binnen een paar jaar radicaliseerde de partij en besloot ze te streven naar onafhankelijkheid. Binnen de partij ontstond er een tegenstelling tussen de "gematigden" en de "extremisten". Deze laatste groep verweet de gematigden dat hun streven naar sociale hervormingen alleen maar afleidde van de nationalistische agenda. Anderen probeerden van de Congrespartij een uitgesproken hindoeistische partij te maken.
Mahatma Gandhi keerde in 1915 terug uit Zuid-Afrika. Hij groeide uit tot de spirituele leider van de partij, terwijl Jawaharlal Nehru opklom tot de politieke leider van de partij. Hij sloot een bondgenootschap met een belangrijke islamitische organisatie. Uit protest stapte een aantal mensen op. Gandhi gaf met zijn nationalisme en pogingen om een einde te maken aan de verschillen tussen kasten, de verschillende religieuze en etnische groepen en aan de wijdverbreide armoede de partij een grote impuls. Zij groeide uit tot een belangrijke machtsfactor in de Indiase politiek.
De dag nadat het Verenigd Koninkrijk de oorlog had verklaard aan het Duitse Rijk (3 september 1939), verklaarde de onderkoning, Lord Linlithgow, ook India in staat van oorlog. Dit lokte veel kritiek uit. Gandhi bleef de geweldloosheid prediken; Nehru en anderen wensten het Verenigd Koninkrijk te helpen onder voorwaarde van een politiek akkoord. Het Britse antwoord op deze eis werd door het Congres niet aanvaard en Gandhi kreeg opnieuw de leiding in handen. De zware nederlagen die de geallieerden in het Verre Oosten leden, vooral de val van Singapore en de kritieke toestand in Birma, verwekten in India grote beroering. Gandhi bleef voorstander van geweldloosheid, terwijl Nehru de Britten wilde helpen in ruil voor onafhankelijkheid. Een andere leider, Subhas Chandra Bose, week uit naar Japan, vormde een 'voorlopige regering van India' en stichtte een vrij Indisch leger, dat aan de zijde van de vijand streed. In maart 1942 kwam Sir Stafford Cripps naar India met voorstellen, die onder andere de stichting van een onafhankelijke Indische Unie en het opstellen van een nieuwe grondwet behelsden. In juni 1943 begon Gandhi een heftige 'Verlaat Indië–actie', die tot zijn arrestatie en die van vele anderen leidde.
Na de Tweede Wereldoorlog kwam het Congres versterkt uit de verkiezingen tevoorschijn en op verzoek van de onderkoning Lord Wavell vormde Nehru in september 1946 een interim-regering. De verdeeldheid tussen het Congres en de Moslimliga maakte echter de vorming van één onafhankelijke Indiase staat onmogelijk. Ten slotte wist Wavells opvolger, Lord Mountbatten, na talloze besprekingen de verdeling van Brits-Indië in twee staten, India en Pakistan, te doen aanvaarden. Op 15 augustus 1947 werd de Indian Independence Act van kracht, waarmee een eind was gekomen aan het Brits–Indische Rijk.

### De eerste decennia na de onafhankelijkheid onder Nehru
Na de Indiase onafhankelijkheid in 1947 was de Congrespartij lange tijd de dominante macht in lands politiek. Na de eerste parlementsverkiezingen in 1952 controleerde de partij het nationale parlement en de meeste parlementen van de deelstaten. Nehru was van 1947 tot zijn dood in 1964 premier en de onbetwiste leider van het land. Hij zette fors in op armoedebestrijding en investeringen in de landbouw en het onderwijs. Er werden dammen en kanalen aangelegd en het gebruik van meststoffen werd aangemoedigd. Ondanks deze investeringen was er regelmatig voedselschaarste. De Koude Oorlog was intussen gaande en India koos voor een neutrale politiek waardoor ze kon rekenen op zowel steun van de Sovjet-Unie als de Verenigde Staten, die India beiden zagen als een belangrijke potentiële bondgenoot.

### De partij onder Indira Gandhi
Na de dood van Nehru volgde Lal Bahadur Shastri hem op. Deze overleed twee jaar later. De partij vroeg Indira Gandhi, de dochter van Nehru, om hem op te volgen. Zij had haar vader geassisteerd tijdens zijn premierschap en was op dat moment minister van Informatie. Gandhi koos als premier voor een linksere koers dan haar voorgangers. Het kwam tot een conflict binnen de partij en ze werd door de partijvoorzitter uit de partij gezet. Gandhi begon haar eigen fractie binnen de Congrespartij en kon rekenen op steun van de meeste parlementsleden van haar eigen partij. Ze ging de verkiezingen van 1971 in met de belofte een einde te maken aan de armoede. Kort voor de verkiezingen schokte ze de vorsten van de verschillende vorstenlanden van Brits-Indië door hun pensioenen en privileges, waaronder de saluutschoten en titels, af te schaffen. Verder nationaliseerde ze veertien banken. De Congrespartij won de verkiezingen glansrijk.
In de jaren daarna groeide de oppositie tegen de partij, mede vanwege de toenemende corruptie en omdat de regering er niet in slaagde daadwerkelijk een einde te maken aan de armoede. Indira Gandhi werd aangeklaagd en veroordeeld wegens een overtreding van de verkiezingswetgeving. In reactie daarop riep ze de noodtoestand uit. Tijdens deze noodtoestand werden duizenden mensen opgepakt en werd het parlement buitenspel gezet. In 1977 werd de noodtoestand opgeheven en nieuwe verkiezingen uitgeschreven. Een verenigde oppositie versloeg de Congrespartij en de politieke carrière van Gandhi leek voorbij. De nieuwe regering bestond uit partijen van wie de belangrijkste reden voor samenwerking de afkeer van Indira Gandhi was geweest. Eenmaal in de regering was er sprake van veel onderlinge verdeeldheid en dat bood Gandhi de mogelijkheid voor een comeback. Zij won de parlementsverkiezingen van 1980 glansrijk en keerde terug als premier. Haar zoon en naaste vertrouweling Sanjay Gandhi verloor in juni 1980 het leven bij een vliegtuigongeluk. Op verzoek van zijn moeder werd haar oudste zoon Rajiv politiek actief.
In de staat Punjab had de Congrespartij al jaren te kampen met concurrentie van de Sikhpartij de Akali Dal. In het begin van de jaren 80 was de Congrespartij een kleine groep tegenstanders van deze partij gaan steunen. De groep vond dat de Akali Dal te gematigd was en stond onder leiding van Sant Jarnail Singh Bhindranwale. Vanaf 1982 verbleef Bhindranwale met zijn aanhangers in het tempelcomplex van Amritsar. In mei 1984 gaf Indira Gandhi het leger het bevel de tempel aan te vallen. Tijdens de verovering door het leger werden 4800-5300 mensen gedood, waarvan 800 à 1000 rebellen, waaronder Bhindranwale, en 200 à 300 soldaten. De tempel werd ernstig beschadigd.
De afloop van de gebeurtenissen zorgde voor veel beroering. Aangezien het bevel tot ingrijpen van Indira Gandhi afkomstig was, werd zij verantwoordelijk gehouden. In reactie hierop werd ze in 1984 op 66-jarige leeftijd in New Delhi vermoord door haar eigen lijfwachten Satwant Singh en Beant Singh die van Sikh-afkomst waren. Ze werd opgevolgd door haar zoon Rajiv Gandhi.

### Rajiv Gandhi
Rajiv Gandhi leidde de partij in 1984 naar een glorieuze overwinning. Zijn regering nam stappen tegen de overheidsbureaucratie en wilde de economie verder liberaliseren. Tegelijkertijd kreeg diezelfde regering te maken met verschillende financiële schandalen, waardoor Rajiv Gandhi veel minder effectief kon opereren en veel plannen vastliepen. Hijzelf verloor in mei 1991 het leven bij een aanslag door de Tamil Tijgers, nadat hij eerder in 1989 de verkiezingen had verloren. Gandhi werd als partijleider opgevolgd door Narasimha Rao die de verkiezingen van 1991 won en de 10e premier van India werd. Hij hief veel van de protectionistische maatregelen van zijn voorgangers op en liberaliseerde de economie. Zijn opvolgers zette dat beleid voort. In 1996 waren er wederom veel beschuldigingen van corruptie en de verkiezingen verliepen desastreus.

### Sonia Gandhi, Manmodhan Singh en Rahul Gandhi
Tijdens de verkiezingen van 1998 haalde de partij het slechtste resultaat tot dan toe. De leiders van de partij vroegen Sonia Gandhi, de weduwe van Rajiv Gandhi, als nieuwe partijleider. Tot dan toe had zij zich niet met de politiek bemoeid en geweigerd om actief te worden. Nu werd ze direct gekozen als partijleider. Vanwege haar Italiaanse afkomst stapte een aantal leden op en vormde de Nationale Congrespartij. Daarmee viel ook een deel van de steun van de achterban weg. De benoeming van Sonia Gandhi leek aanvankelijk weinig effect te hebben. Bij de verkiezingen van 1999 behaalde de partij 114 zetels, een nieuw dieptepunt. Bij de volgende verkiezingen in 2004 werden er veel meer allianties met regionale partijen aangegaan en de coalitie waar de Congrespartij onderdeel van was, versloeg de regering nipt. Met steun van een communistisch front had de Congrespartij een meerderheid in het parlement.
Sonia Gandhi bedankte ondanks massale steun voor de post van premier en benoemde in plaats daarvan Manmohan Singh. Hij sloot in 2005 een samenwerkingsverdrag met de Verenigde Staten op het gebied van atoomenergie. In beide landen leidde dit tot heftige reacties. India heeft het verdrag tegen de verspreiding van kernwapens niet ondertekend. Onofficieel beschikt het over die wapens. Nationalisten en communisten wezen controles door het Internationaal Atoomenergieagentschap van de hand. Ze liepen te hoop tegen de regering. De verkiezingen van 2009 verliepen wederom goed voor de Congrespartij en Singh kon aanblijven als premier. In de jaren daarna nam de steun van de partij weer af vanwege de slechte economische omstandigheden en meerdere corruptieschandalen waar regeringsfunctionarissen bij betrokken waren.
De partij werd bij de parlementsverkiezingen van 2014 geleid door Rahul Gandhi, zoon van Rajiv en Sonia Gandhi en achterkleinzoon van Nehru. De verkiezingen waren een dieptepunt in het bestaan van de partij met slechts 44 zetels. Rahul Gandhi nam ontslag na de verkiezingen van 2019 vanwege de tegenvallende uitslag voor de partij. Sonia Gandhi nam tijdelijk zijn rol waar tot Adhir Ranjan Chowdhury gekozen werd als partijleider. Mallikarjun Kharge werd op 19 oktober 2023 met overgrote meerderheid gekozen als kandidaat voor de presidentsverkiezingen in 2024.

## Uitslagen parlementsverkiezingen
| Jaar | Zetels | Aandeel stemmen | Partijleider       |
| ---- | ------ | --------------- | ------------------ |
| 1951 | 364    | 44,99%          | Jawaharlal Nehru   |
| 1957 | 371    | 47,78%          | Jawaharlal Nehru   |
| 1962 | 361    | 44,72%          | Jawaharlal Nehru   |
| 1967 | 283    | 40,78%          | Indira Gandhi      |
| 1971 | 352    | 43,68%          | Indira Gandhi      |
| 1977 | 153    | 34,52%          | Indira Gandhi      |
| 1980 | 351    | 42,69%          | Indira Gandhi      |
| 1984 | 415    | 49,01%          | Rajiv Gandhi       |
| 1989 | 197    | 39,53%          | Rajiv Gandhi       |
| 1991 | 244    | 35,66%          | Narasimha Rao      |
| 1996 | 140    | 28,80%          | Narasimha Rao      |
| 1998 | 141    | 25,82%          | Sitaram Kesri      |
| 1999 | 114    | 28,30%          | Sonia Gandhi       |
| 2004 | 145    | 26,7%           | Sonia Gandhi       |
| 2009 | 206    | 28,55%          | Manmohan Singh     |
| 2014 | 44     | 19,3%           | Rahul Gandhi       |
| 2019 | 52     | 19,5%           | Rahul Gandhi       |
| 2024 | 99     | 21,2%           | Mallikarjun Kharge |

## Indiase premiers van de Congrespartij
- Jawaharlal Nehru (1947 - 1964)
- Gulzarilal Nanda (mei-juni 1964)
- Lal Bahadur Shastri (1964 - 1966)
- Gulzarilal Nanda (januari 1966)
- Indira Gandhi (1966 - 1977, 1980 - 1984)
- Rajiv Gandhi (1984 - 1989)
- Narasimha Rao (1991 - 1996)
- Manmohan Singh (2004 - 2014)